# Celles-lès-Condé
Celles-lès-Condé – miejscowość i gmina we Francji, w regionie Hauts-de-France, w departamencie Aisne.
Według danych na styczeń 2014 roku gminę zamieszkiwało 80 osób, a gęstość zaludnienia wynosiła 20,5 osób/km².